# Ершов, Владимир Алексеевич (архитектор)
Влади́мир Алексе́евич Ершо́в  (1899—1984) — советский архитектор, проектировал объекты Московского метрополитена. Почётный метростроевец и почётный строитель Москвы.

## Биография

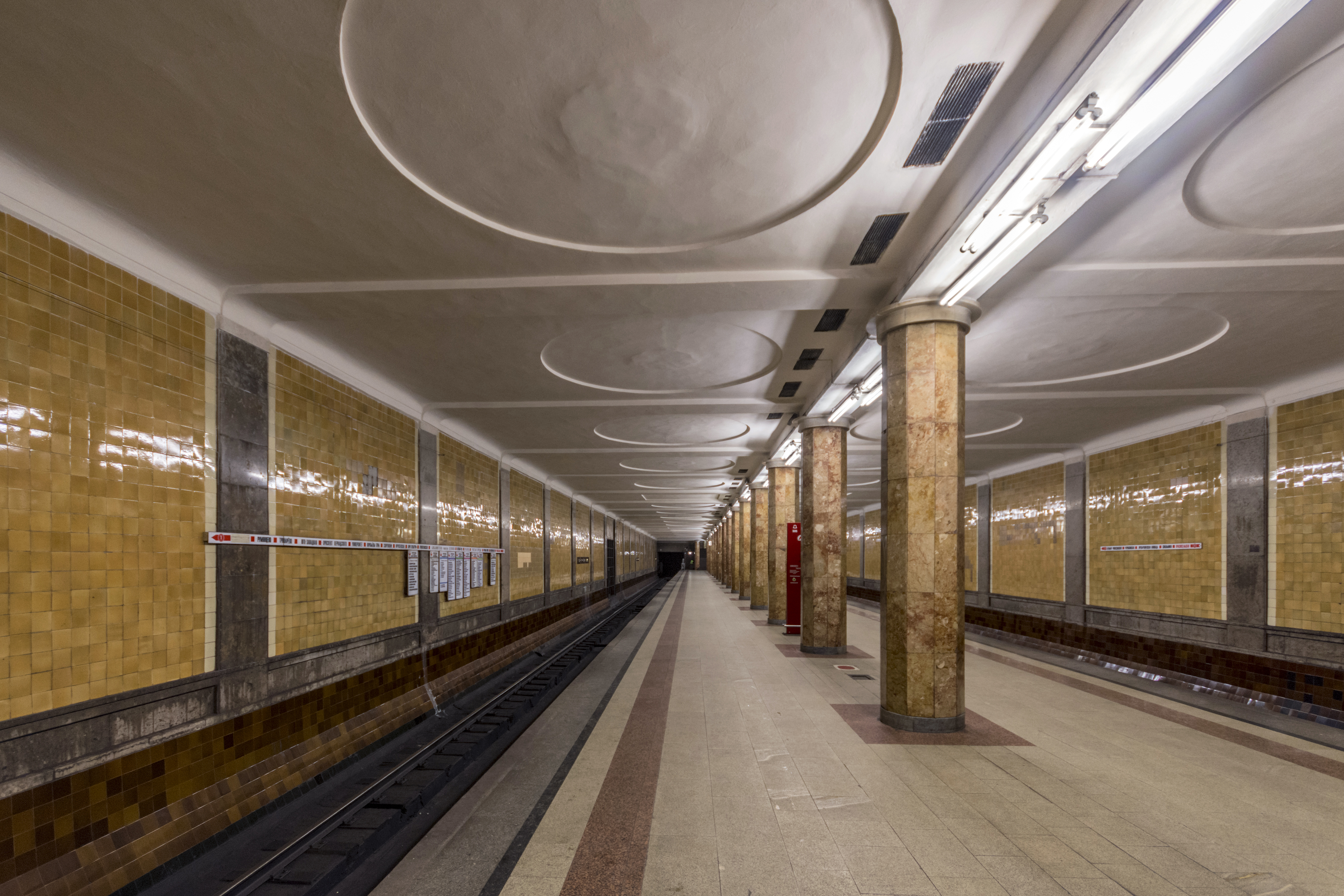
Станция метро «Красносельская»

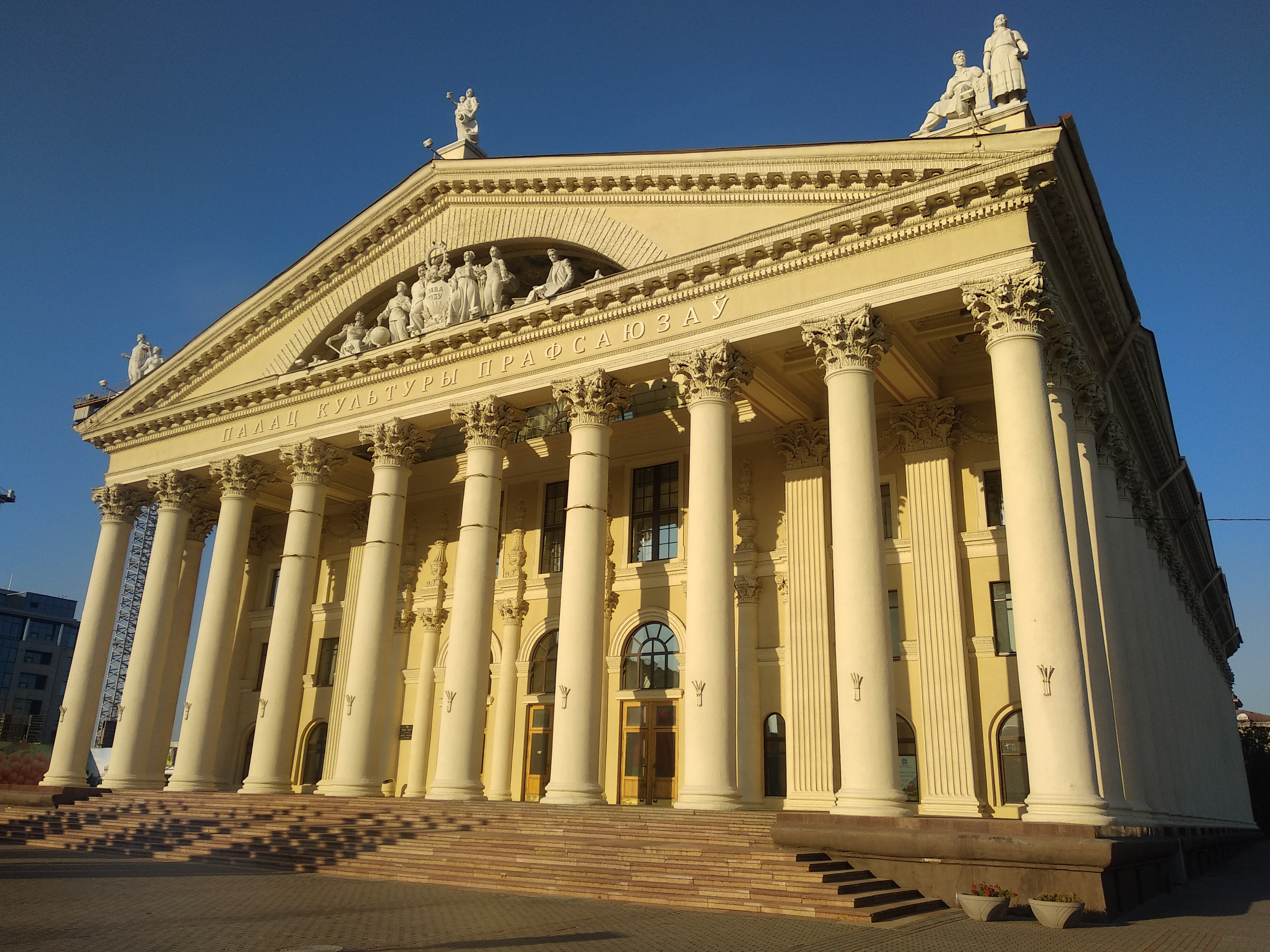
Дворец Профсоюзов в Минске

Владимир Алексеевич Ершов родился в Москве 21 февраля 1899 года. В 1917 году окончил Московское училище живописи, ваяния и зодчества. В 1925 году был командирован на Всемирную выставку в Париже. В 1928 году окончил Высший художественно-технический институт со званием архитектора-художника, после чего был командирован в Дармштадт (Германия). Там он работал в бюро профессора Адольфа Кляйнлогеля.
Вернувшись в Москву, с 1929 по 1930 год работал в Гипровтузе ВСНХ. С 1931 по 1932 год — главный архитектор Гражданавиастроя; одновременно работал в Управлении делами Совнаркома СССР. В 1932—1936 годах работал архитектором во 2-й мастерской ВСНХ под руководством П. А. Голосова и по совместительству руководил 3-й архитектурной мастерской Гипровнуторга.
В 1932 году вступил в Союз архитекторов СССР. В 1937 году окончил НИИ Академии архитектуры СССР.
Участвовал в конкурсах на лучшие проекты станций метро. Соавтор проекта станции метро «Красносельская». За участие в строительстве первой очереди Московского метрополитена был награждён Почётной грамотой ЦИК СССР. За станцию метро «Аэропорт» Владимир Ершов получил орден Трудового Красного Знамени. Для Всемирной выставки 1939 года в Нью-Йорке выполнил проекты Зала Печати и Зала Государственного устройства в павильоне Наций.
Во время Великой Отечественной войны занимался маскировкой Московкого Кремля. В 1942 году занимался восстановлением аэродромов (Бежицкий, Иваново-Вознесенский), а также восстановлением и строительством разрушенных вокзалов (Конотоп, Орджоникидзеград, Ржевская).
После окончания войны занимался проектированием и строительством дворцов культуры, здравниц и других зданий и сооружений. В 1956 году на Ершова обрушилась критика по окончании строительства Дворца профсоюзов в Минске. Это совпало с выходом хрущёвского постановления о борьбе с архитектурными излишествами (Постановление ЦК КПСС и СМ СССР от 4 ноября 1955, № 1871 «Об устранении излишеств в проектировании и строительстве»). Владимир Алексеевич Ершов был потрясён новым постановлением и переходом жилищного строительства к типовым застройкам. Он перенёс несколько инсультов и в 1958 году был вынужден уйти на пенсию.
Жил в Москве в доме архитекторов на Ростовской набережной. Умер 11 марта 1984 года.

## Проекты и постройки
- Проект центрального вестибюля станции «Первомайская» (в соавторстве с Л. А. Шагуриной)
- Станция метро «Красносельская»
- Станция метро «Аэропорт»
- Дворец профсоюзов в Минске[5]

## Семья
- Дочь — Ершова Кира Владимировна, архитектор промышленного строительства.
- Невестка (жена внука Сергея Владимировича Ершова) — Алексеева Виолетта Давыдовна, архитектор широкого профиля[6].
- Правнук — Ершов Фёдор Сергеевич, выпускник МАРХИ.